# 영춘권

영춘권을 수련하는 엽문과 이소룡

영춘권(중국어: 詠春拳, 한어 병음: yǒng chūn quan, 월병: wing6 ceon1 kyun4, 영어: wing chun)은 중국 남파 무술의 일종이다. 민첩성과 매우 강한 힘을 바탕으로, 간결한 기술과 가까운 거리에서의 빠른 공방을 특징으로 한다. 영춘권이란 명칭은 창시자 엄영춘(嚴詠春)이라는 여성의 이름에서 나온 것이다.

### 기원
영춘권의 탄생에 대해서는 많은 속설이 있다.
아래는 영춘권의 탄생에 관한 일화 중 가장 신빙성 있는 이야기를 모은 것이다.
아래 두 가지 설 중에서 가장 유력한 설은 첫 번째 설로 소림의 오매사태로부터 소림 무공을 전수받은 엄영춘이라는 여성이 만든 권법이 영춘권의 시초라는 것이다.
- 명말 청초, 권법으로 유명한 복건성 남소림사는 쇠퇴하는 명나라 편에 가담하여 수차례나 청나라 군사들의 공격을 받았다. 계속해서 저항하던 소림사 승려들은 결국 패배하여, 사찰은 불 타고 많은 중들이 죽거나 도망쳤다. 그중 홍가권의 창시자 홍희관의 스승인 지선선사와 동기인 오매사태는 남쪽 지방 어느 절에 체류하다가, 두부장수 엄이와 그 딸 엄영춘을 만난다. 어느 날 영춘이 울고 있는 것을 목격한 오매선사가 이유를 묻자, 영춘은 마을의 불량배가 자신에게 제 아내가 될 것을 강요했다고 말한다. 이 일을 계기로 오매선사는 영춘에게 권법을 가르쳐 자기 자신을 지킬 수 있도록 한다. 그러나 시간이 촉박하여 충분히 모든 기술을 가르칠 수가 없었다. 그래서 오매선사는 권법에서도 가장 핵심적이고 간략한 기술들만을 뽑아 영춘에게 전수한다. 영춘은 그것으로 불량배를 물리쳤고 불량배는 이후 그 마을을 떠났다. 그 후 엄영춘은 양박주와 혼인하고 영춘권을 전수하게 된다.

- 청나라 말기, 엄영춘이라는 여성이 있었다. 영춘은 어렸을 때부터 아버지에게 권법을 배웠는데, 여성이라는 육체적 특성으로 인해 자신에게 맞는 권법을 고려하던 중 우연히 학이 뱀을 제압하는 모습을 보고 영춘권을 만들어냈다는 이야기가 있다.

### 발전
엄영춘의 남편 양박주에 의해 점차 퍼져나간 영춘권은 제자 황화보, 양이제에 의하여 광동성, 복건성 지역에서 성행하였다. 그 제자인 양찬은 '영춘권왕'이라는 칭호를 받으며 당대의 고수로 자리하였다. 그 사람은 일생에 단 4명의 제자만을 두었는데, 그 중 진화순과 양벽에게 배운 엽문이 영춘권을 세계로 퍼뜨리는 데 일조한다. 이후 중국에 공산 혁명의 물결이 밀어닥치자 엽문은 홍콩으로 피신하여 홍콩을 영춘권의 본거지로 만들었다. 근래에는 1970년대를 풍미하다 젊은 나이에 안타까운 죽음을 맞이한 홍콩 액션스타 이소룡이 엽문의 제자로서 영춘권을 수련하였으며 영춘권의 기법과 홍가권, 태권도, 복싱, 펜싱 등의 기법을 골고루 차용하여 절권도라는 독특한 무예를 창시하였다.

### 현대의 영춘권과 한국의 상황
본토의 광주파, 홍콩의 엽문파 등 수많은 영춘권 스타일들이 존재한다. 특히 엽문, 엽준 부자가 이끄는 엽문파는 가장 유명하여(참고로 엽준 노사는 아버지 엽문에게서 영춘권을 전수받지 않고 매일(梅逸, Moy Yat)에게 전수 받았다), 영춘권은 본토보다도 미국, 유럽 등 서양에서 크게 성행한다. 해외에서는 엽문의 영춘권 제자인 양상, 노문금, 황순량, 하금명, 양정 등이 유명하다.

### 특성
영춘권의 특징은 전통적인 중국무술과 달리 마보 자세가 협소하다는 점이다. 영춘권과 더불어 남파무술의 한 축을 이루는 홍가권과 채리불권의 경우 넓은 보법으로 공방을 전개하지만 영춘권은 이와 반대로, 좁은 보법으로 공방을 전개한다. 영춘권은 간략하면서도 위력적인 기술을 가졌으며, 기본적인 공방은 수평 최단거리이자 신체 급소가 밀집한 중심선을 기점으로 이루어진다. 근접한 상태로 다양한 상황에서 나오는 손 기술을 통해 상대의 공격을 무마시키고, 2차 공격 수단인 팔이나 손을 봉쇄하여 상대의 반격과 방어 가능성을 꺾는다. 그러고 나서 대응 수단이 없어진 상대 몸뚱아리에 곧바로 직권, 고권, 팔꿈치 등으로 강력한 공격을 퍼붓는 것이다. 이러한 과정이 순식간에 이루어지는 것이 특징으로 공방시 타격기만이 아닌 블로킹, 트래핑 등의 유술기가 적절히 연계되어 쓰인다. 영춘권은 공수합일의 권으로 공격과 방어를 동시에 행하는 것이 또한 특징이다. 발 기술도 사용하지만, 기습적으로 상대의 노출된 하단(주로 오금)을 공격하거나 걸어 넘어뜨리는 것이 주이다. 일종의 수련대, 목인장 수련과 함께 서로의 팔을 붙이고 행하는 '치사오(리수)'라고 불리는 근접전 수련 방식을 자주 사용한다. 투로는 일반적인 중국권법에 비해 매우 간략하여 소념두, 심교, 표지의 셋뿐이다. 무기술 역시 그 가짓수가 적어서 긴 봉으로 행하는 육점반곤과 조그마한 쌍검을 다루는 팔참도가 전부이다.

### 체계
영춘권의 투로(권법)는 매우 간략하며 반복적인 동작이 많은 단순한 형태들로 이루어져 있으나 하나하나가 위력적이기에 꾸준한 연마를 필요로 하며, 본인의 능력껏 적절히 응용하는 것이 중요하다. 무기술 역시 봉술과 도술 두 가지로만 이루어져 있다.
- 소념두(小念頭) - 영춘권의 가장 기본이 되는 투로이다. 영춘권의 모든 수기가 담겨있으며 핵심이 되는 권법이기에 가장 중요한 권법이기도 하다. 움직이지 않고 그 자리에 서서 행한다.
- 심교(尋橋) - 영춘권의 중급 투로다. 수련자는 심교를 통해 소념두에서 배운 수기를 응용하는 법을 배우며 기본적인 발기술을 연마하게 된다. 보법이 있어 움직이며 행한다.
- 표지(標指) - 영춘권의 고급 투로다. 이름에서 알 수 있듯이 수도로 상대방의 급소를 공략하는 권법이며 위급 상황에 대처할 수 있는 응용력을 기를 수 있다.
- 목인장(木人椿) - 중국 남파 무술에서 주로 사용하는 나무로 만든 인간 모형을 상대로 하는 투로로 108식으로 이루어져 있다.
- 육점반곤(六點半棍) - 영춘권의 유일한 봉술이다. 긴 장대를 들고 행하며 단순한 동작들로 이루어져 있다. 홍가권의 영향을 받았다.
- 팔참도(八斬刀) - 중국 남권에서 자주 쓰이는 짧은 칼 두 개를 이용한 쌍도술로 영춘권의 고급 무기술에 해당한다.

## 영화 속 영춘권
엽문 1, 엽문 2 엽문 3, 엽문 4에서 엽문 역을 맡은 견자단이 영춘권을 수련했다.

## 같이 보기
- 홍가권
- 채리불권
- 지선영춘권